# Cardinal de Soubise
François Armand Auguste de Rohan "kardinal de Soubise", francoski rimskokatoliški duhovnik, škof in kardinal, * 1. december 1717, Pariz, † 28. junij 1756.

## Življenjepis
23. decembra 1741 je prejel duhovniško posvečenje.
21. maja 1741 je bil imenovan za soupraviteljskega škofa Strasbourga; 30. julija je bil potrjen in imenovan za naslovnega škofa Ptolomeja v Feniciji; 4. novembra 1742 je prejel škofovsko posvečenje. Polni škof je postal 19. julija 1749.
10. aprila 1747 je bil povzdignjen v kardinala.